# Nebensatz
Als Nebensatz bezeichnet man in der Grammatik einen Teilsatz, der an einen übergeordneten Satz angebunden ist und von ihm abhängt; ein Nebensatz steht somit nie alleine. Den zugehörigen übergeordneten Teil nennt man Matrixsatz, und dieser kann Hauptsatz oder auch seinerseits ein Nebensatz sein. Die Einbettung von Nebensätzen kann so zu mehrfach ineinander verschachtelten Strukturen führen (ein Fall von Rekursion). Kein Nebensatz liegt z. B. vor, wenn zwei Hauptsätze durch (nebenordnende) Konjunktionen wie und oder denn verbunden werden (die sogenannte Parataxe). Ebenfalls von Nebensätzen zu unterscheiden sind Parenthesen (Schaltsätze).
Der untergeordnete, abhängige Status von Nebensätzen wird meistens, aber nicht immer, sichtbar markiert. Im Deutschen werden Nebensätze oft durch Konjunktionen, Frage- oder Relativpronomen eingeleitet. In diesen deutschen Sätzen hat das finite Verb dann eine andere Stellung als im Hauptsatz: Es steht am Satzende. Daneben gibt es aber auch Nebensätze mit vorangestelltem Verb, nämlich Verb-Erst- und Verb-Zweit-Nebensätze, die auch als „uneingeleitete Nebensätze“ bezeichnet werden. Auch manche Infinitivkonstruktionen können den Status von Nebensätzen haben. Insgesamt gesehen unterscheiden sich die Sprachen der Welt beträchtlich darin, wie sie Nebensätze markieren bzw. welche grammatischen Erscheinungen einem deutschen Nebensatz entsprechen.
Nebensätze unterteilt man außerdem nach ihrer Funktion in Gliedsätze, Attributsätze (Gliedteilsätze) und weiterführende Nebensätze. Gliedsätze übernehmen im Matrixsatz die Funktion eines Satzglieds. Attributsätze übernehmen im Matrixsatz die Funktion eines Attributes, sie erweitern also eines der im Matrixsatz enthaltenen Satzglieder. Weiterführende Nebensätze sind hingegen nicht in den Hauptsatz integriert, d. h. haben nicht den Status von Satzgliedern im Hauptsatz.
Eine noch feinere Unterscheidung klassifiziert Nebensätze danach, welches Satzglied ersetzt oder womit eines erweitert wurde (siehe Arten von Nebensätzen).
In manchen Texten wird die Bezeichnung Gliedsatz als gleichbedeutend mit Nebensatz verwendet; in der Regel ist mit „Gliedsatz“ aber eine engere Bedeutung verbunden, so wie es eingangs definiert wurde (ein Nebensatz, der ein Satzglied darstellt).

## Arten von Nebensätzen

### Gliedsätze und weiterführende Nebensätze
Es gibt Nebensätze, die ihrem zugehörigen Hauptsatz lediglich in lockerer Verbindung nachfolgen, aber nicht ins Innere des Hauptsatzes integriert sind. Solche nicht-integrierten Sätze nennt man weiterführende Nebensätze. Ein typischer Fall sind weiterführende Relativsätze:
- „Er hat mich eingeladen, worüber ich mich sehr freue.“
- Nicht!: *„Worüber ich mich sehr freue, hat er mich eingeladen.“
- Vergleiche: „Worüber du dich so freust, verstehe ich nicht.“

Das dritte Beispiel zeigt einen Nebensatz, der das direkte Objekt zum Prädikat nicht verstehen bildet. Die Möglichkeit, diesen Nebensatz an den Anfang des Hauptsatzes zu stellen (ins Vorfeld vor dem finiten Verb), zeigt, dass es sich um einen integrierten Satz (Gliedsatz) handelt, im Unterschied zu dem weiterführenden Nebensatz im ersten Beispiel.

### Untertypen von Gliedsätzen
Bei Nebensätzen, die in den Hauptsatz integriert sind, unterscheidet man weiter zwischen Gliedsätzen und Attributsätzen (zu letzteren siehe den Abschnitt weiter unten). Gliedsätze sind Satzglieder des übergeordneten Satzes, und zwar entweder Inhaltssätze (Subjektsätze, Objektsätze), Adverbialsätze oder Prädikativsätze. In den folgenden Beispielen sind die Nebensätze durch eckige Klammern markiert.

#### Subjekt- und Objektsätze
Subjekt- und Objektsätze nehmen eine Argumentstelle eines Prädikates ein und werden in vielen Fällen – aber nicht immer – durch eine unterordnende Konjunktion wie dass/ob, oder aber durch ein Fragewort eingeleitet. Steht ein Subjektsatz in Endstellung, wird er oft durch das Pronomen es vorsignalisiert (Korrelatpronomen).
Beispiele für Subjektsätze:
- „Es ist nicht gut, [dass der Mensch allein sei].“
- „[Wann er kommt], ist unklar.“
- „[Wer Visionen hat], sollte zum Arzt gehen.“

Beispiel für Objektsätze:
- „Und er sah, [dass es gut war].“
- „Ich weiß nicht, [ob sie mich noch kennt].“
- „Peter hat genau verstanden, [was ich gemeint habe].“
- „Ich glaube, [es wird bald regnen].“

#### Adverbialsätze
Adverbialsätze werden meist durch verschiedene Konjunktionen eingeleitet. Einige Beispiele (für weitere siehe den Hauptartikel Adverbialsatz):
- Temporalsätze (Zeit): [Als das hohe Pfingstfest gekommen war], waren sie alle an einem Ort.
- Konditionalsätze (Bedingung): [Wenn/Falls ich gewinne], bezahlst du.
- Konzessivsätze (Einschränkung/Gegengrund): [Obwohl es regnet], spielen sie draußen.
- usw.

#### Prädikativsätze
Ein Beispiel für einen Prädikativnebensatz ist der folgende was-Satz, der nach dem Kopulaverb bleiben steht, also eben in der Position eines Prädikativums:
- „Anna will bleiben, [was sie immer war].“

### Attributsätze
Attributsätze, also Sätze, die mit einem Substantiv verbunden werden, sind häufig Relativsätze; diese werden durch Relativpronomina oder Relativadverbien eingeleitet. Beispiele:
- „Lange stand Julian auf der Holzbrücke, [die von der Landstraße zum Dorf führte].“
- „Der Ort, [in dem ich geboren bin], liegt am Meeresufer.“
- „Der Ort, [wo ich geboren bin]“ (mit Relativadverb).

Daneben gibt es Attributsätze in Form von dass-/ob-Sätzen oder W-Fragesätzen:
- „Die Ungewissheit, [ob sie kommt], beunruhigt mich.“

Da die Substantive mit diesen Erweiterungen Satzglieder bilden, werden die Attributsätze auch als Gliedteilsätze bezeichnet.

## Einteilung nach Verbform bzw. Phrasenkern
Die Nebensätze können auch nach der Verbform eingeteilt werden in:
- Finitsätze („eigentliche“ Nebensätze)
- Infinitivsätze (nebensatzwertige Infinitivphrasen, Infinitivkonstruktionen)
- Partizipialsätze (nebensatzwertige Partizipphrasen, Partizipialkonstruktionen)

Die Terminologie ist uneinheitlich. Nicht alle Grammatiken verwenden hierbei durchgängig Zusammensetzungen mit dem Grundwort -Satz bzw. -Nebensatz. Manche Auffassungen von „Satz“ setzen finite Verbform und Subjekt voraus. Dann ist beispielsweise von nebensatzwertigen Phrasen die Rede, und Finitsätze wären demnach die eigentlichen bzw. einzigen Sätze bzw. Nebensätze. Alternative Bezeichnungen sind oben in Klammern angegeben.
Phrasen mit ursprünglichen Adjektiven als Kern (nebensatzwertige Adjektivphrasen) beinhalten zwar keine Verbform, verhalten sich ansonsten aber ähnlich wie Partizipialsätze und werden daher gemeinsam mit diesen behandelt.
Die jeweilige Verb- bzw. Prädikatsform ist in folgenden Beispielen kursiv gesetzt, der Nebensatz [in eckigen Klammern].

### Finitsätze
- stellen den überwiegenden Teil der deutschen Nebensätze
- basieren auf einer finiten Verbform

Beispiele siehe oben.

### Infinitivsätze
- basieren auf einem Infinitiv (mit „zu“)
- enthalten (wie die Partizipialsätze) im Deutschen kein Subjekt
- sind einleitbar mittels bestimmter (Sub-)Junktionen; im Deutschen v. a.: um

Das fehlende Subjekt von Infinitivsätzen kann in Abhängigkeit vom Matrixsatz oder vom weiteren Kontext in der Interpretation hinzugefügt werden (sogenannte „Kontrolle“ des Infinitivsubjekts).
Beispiele:
- „Er hoffte, [nicht bestraft zu werden].“

Das fehlende Subjekt des Infinitivs wird als identisch mit dem Subjekt von hoffen interpretiert.
- „[Sie alle zu vereinen], war sein Anliegen.“

Das fehlende Subjekt wird mit dem Pronomen sein im Hauptsatz gleichgesetzt.
- „Er kam, [um das Schlimmste zu verhindern].“

Das fehlende Subjekt des Infinitivs wird als identisch mit dem Subjekt von kommen interpretiert.
Die Abgrenzung von nicht satzwertigen (kohärenten) Infinitivkonstruktionen kann Schwierigkeiten bereiten.
Siehe auch: Nebensatzwertige Infinitivphrase, Um-zu-Satz, Inkohärente Konstruktion, zur Kommasetzung.

### Partizipialsätze
- basieren auf einem Partizip (I oder II) (Art des Partizips in den Beispielen als Subscript1/2 gesetzt)
- enthalten (wie die Infinitivsätze) kein Subjekt, weil es über den Hauptsatz realisiert wird
- sind einleitbar mittels bestimmter (Sub-)Junktionen wie (alphabetisch) obwohl, wenngleich … (in den Beispielen fett kursiv gesetzt)

Beispiele:
- „[Fröhlich pfeifend1] trat sie ab.“
- „[Die Segel gehisst2], lief es in den Hafen ein.“
- „[Obwohl vom Kampf geschwächt2], siegte er.“
- „Müller, [geboren2 in Hamburg], kam nach Berlin.“

Das fehlende Subjekt des Partizips wird hier jeweils gleichgesetzt mit dem Subjekt des finiten Satzes (sie / es / er / Müller).
Analoge Beispiele mit Adjektiv-Phrase (das Adjektiv ist kursiv gesetzt):
- „[Des Spieles überdrüssig], verließ er das Zimmer.“

## Einteilung nach der Einleitung
Daneben wird auch nach dem Anfang des Nebensatzes eingeteilt in
- Eingeleitete Nebensätze

- Subjunktorsätze (Subjunktional(neben)sätze, Konjunktionalsätze)
- W/D-Sätze (Pronominal(neben)sätze)

- Uneingeleitete Nebensätze

Formal gesehen besitzen auch Partizipial- und Infinitivsätze oft kein einleitendes Element, sie werden aber auch dann als Sondergruppe abgeteilt.

### Subjunktorsätze
- beginnen mit einer Subjunktion (im Beispiel kursiv gesetzt); es treten auch Verbindungen mit weiteren Elementen auf wie in anstatt dass, ohne dass, deren Einstufung strittig ist; sie werden als Präposition oder Bestandteil einer zusammengesetzten Konjunktion angesehen (siehe Konjunktion (Wortart)#Abgrenzung von Präpositionen).
- sind üblicherweise Verbletztsätze

Beispiele:
- „[Weil sie nicht kam], ging er.“
- „Er versuchte es, [obwohl es nicht ging].“

### W/D-Sätze
- beginnen mit einem Relativ- (D-Element, der, die, das, den, …) oder einem W-Element (wer, warum, wozu, …, einer Form wie Fragepronomen / Frageadverb)
  - eventuell in Verbindung mit einer Präposition (für wen …) bzw. in Form eines Pronomialadverbs (wofür …)
- sind üblicherweise Verbletztsätze

In den folgenden Beispielen ist das einleitende Element (ohne die Präposition) kursiv gesetzt.
Beispiele:
- „[Wem es gehört], bleibt unklar.“
- „Sie wollte wissen, [wer es war].“
- „Er sagte nicht, [auf wen er wartet].“
- „Sie wussten nicht, [wodurch es geschah].“
- „Der Papagei, [den ich gestern kaufte], ist mausetot.“

### Uneingeleitete Nebensätze
- beginnen nicht mit oben genannten Einleitungselementen bzw. Funktionswörtern

Nach der Verbstellung wird unterschieden zwischen
- Verbzweitnebensätzen (V2-Stellung)
- Verberstnebensätzen (V1-Stellung)

Diese Wortfolgen sind teilweise bedeutungsgleich mit eingeleiteten Nebensätzen (bei denen das Verb in Endstellung auftritt).
In den folgenden Beispielen ist die Verbform kursiv gesetzt.

#### Verbzweitnebensätze
- sind, soweit durch das Verb des Matrixsatzes zugelassen, weitgehend bedeutungsgleich mit einem Subjunktorsatz (Verbletztsatz), der mittels „dass“ eingeleitet wird

Beispiele:
- „Er beteuert, [sie sei unschuldig].“

Subjunktorsatz: [dass sie unschuldig sei]

#### Verberstnebensätze
- sind oft weitgehend bedeutungsgleich mit einem (eingeleiteten) Subjunktorsatz, der mittels wenn, falls, obwohl … eingeleitet wird (Bedingungssatz, Konzessivsatz)

Beispiele:
- „[Kommst du rechtzeitig], (so) wirst du noch etwas abbekommen.“

Subjunktorsatz: [Wenn du rechtzeitig kommst]
- „[Hätte sie aufgepasst], (so) wäre es nicht passiert.“

Subjunktorsatz: [Wenn sie aufgepasst hätte]
- „[Schmeckt es auch noch so gut], (so) musst du dennoch aufhören.“

Subjunktorsatz: [Auch wenn es noch so gut schmeckt]
Verberstsätze bilden auch die Grundlage von direkten Fragen wie „Ist Wikipedia eine Enzyklopädie?“. Indirekte (eingebettete) ja/nein-Fragen können im Deutschen jedoch nicht in Verberststellung stehen, sondern werden durch die Konjunktion ob markiert.

## Schachtelsätze
Haupt- und Nebensätze können weitere Nebensätze enthalten, wodurch tief reichende Verschachtelungen konstruiert werden können. Nebensätze stehen zu Hauptsätzen in einem Verhältnis der Unterordnung, das man Hypotaxe nennt. Deshalb bezeichnet man den Gebrauch stark verschachtelter Sätze auch als „hypotaktischen Stil“, im Gegensatz zum parataktischen Stil, bei dem reine Hauptsätze aneinandergereiht werden.
Die Schachtelungstiefe ist syntaktisch nicht begrenzt, sie wird aber faktisch durch die Gedächtnisleistung der Sprachbenutzer begrenzt. Beim Lesen helfen Satzzeichen, die die Satzstruktur erkennbar machen. Wo sie nach der Rechtschreibreform wahlfrei sind, kann der Verzicht auf sie den Satz unübersichtlicher machen.
Seit dem 20. Jahrhundert hat sich eine Tendenz zur Vereinfachung und Verkürzung des Satzbaus herausgebildet. Berühmte Schriftsteller des 20. Jahrhunderts, deren Stil sich weiterhin durch aufwendig gestaltete Satzperioden auszeichnet, sind z. B. Thomas Mann oder Theodor W. Adorno.

## Nebensätze im Sprachvergleich

### Wortstellungsunterschiede
Im Deutschen unterscheiden sich Hauptsätze und die meisten Nebensätze in der Wortstellung, nämlich dadurch, dass bei Konjunktionen und Relativpronomen am Satzanfang das finite Verb in Endstellung bleibt, wogegen der deutsche Hauptsatz ein Verbzweitsatz ist. Diese Erscheinung findet sich in ähnlicher (aber nicht genau identischer) Form in anderen germanischen Sprachen, außer im Englischen. Für ein Beispiel siehe unter Schwedische Sprache#Syntax.
Außerhalb der germanischen Sprachen sind solche Wortstellungsunterschiede zwischen Haupt- und Nebensatz eher selten (verbreitet ist lediglich ein Unterschied in der Verbstellung zwischen finiten und infiniten Sätzen). Ein Beispiel, das in der Literatur angeführt wird, ist die Sprache Quileute, die in Hauptsätzen die Wortstellung Verb-Subjekt-Objekt zeige, in Nebensätzen jedoch Subjekt-Verb-Objekt.

### Markierung von Nebensätzen: Einleitungselemente oder Schlusselemente
Verschiedene Sprachen benutzen unterschiedliche Strategien, um zu markieren, wie weit ein Nebensatz reicht, der in einen Hauptsatz eingebettet ist. Im Deutschen herrscht, wie gesehen, die Markierung von Nebensätzen durch einleitende Elemente vor. Andere Sprachen können Nebensätze aber auch durch Elemente am Ende des Nebensatzes markieren. In der Sprache Bwe Karen (aus der Familie der Tibeto-Burmanischen Sprachen) finden sich bei Adverbialsätzen beide Strategien zugleich:
```
yə-khɔ́ ge           
[kɔ́   yə-dɛmɛ  wá    lɔ ]

1.SG-FUT zurückkehren 
wenn
 1.SG-tun fertig PTC
„Ich werde zurückkehren, wenn ich mit der Arbeit fertig bin.“
```

```
[gəli əco u     ɓaʃɔ́    nu ]

Wind kalt wehen 
obwohl
 PTC
„… obwohl ein kalter Wind wehte“
```

In Sprachen, in denen das Verb am Satzende steht (Subjekt-Objekt-Verb-Sprachen), können Markierungen für Nebensätze auch als spezielle Endungen am Verb auftreten. Das folgende Beispiel zeigt eine sogenannte abhängige Verbform im West-Grönländischen, mit einer „kausativen“ Endung, die nicht an einem Verb im Hauptsatz stehen könnte:
```
[anurli-ssa-
mmat
 ]    aalla-ssa-nngil-agut

 windig-FUT-
3.SG.CAUS
 gehen-FUT-NEG-1.PL.IND
„
Weil
 es windig werden wird, werden wir nicht gehen.“
```

Für weitere Beispiele siehe auch: Grönländische Sprache#Satzbau.
Ähnliche Erscheinungen findet man außerdem unter: Japanische Grammatik#Konjunktionen und Nebensätze.